# 地節
地節（ちせつ）は、中国、前漢の宣帝劉詢の治世に行われた2番目の元号。紀元前69年 - 紀元前66年。干支については2年、3年ともに甲寅となっている。

## 出来事
- 2年：霍光が死去。以後、宣帝の親政が始まる。
- 4年：霍氏一族が反乱を起こし誅殺される。霍皇后、廃される。

## 西暦との対照表
| 地節 | 元年   | 2年    | 3年    | 4年    |
| 西暦 | 前69年 | 前68年 | 前67年 | 前66年 |
| 干支 | 壬子   | 甲寅   | 甲寅   | 乙卯   |

## 注
1. ↑  干支(えと)はいつ頃から使われているのでしょう？（かなり専門的）